# Анна София фон Пфалц-Зулбах
Анна София фон Пфалц-Зулцбах (на немски: Anna Sophie von Pfalz-Sulzbach, Anna Sophie Pfalzgraefin bei Rhein zu Sulzbach; * 6 юли 1621, Зулцбах; † 25 май 1675) от фамилията Вителсбахи, е пфалцграфиня от Пфалц-Зулцбах и чрез женитба графиня на Йотинген-Йотинген-Харбург в Швабия, Бавария.

## Живот
Тя е най-голямата дъщеря на дъщеря на пфалцграф Август фон Пфалц-Зулцбах (1582 – 1632) и принцеса Хедвиг фон Шлезвиг-Холщайн-Готорп (1603 – 1657), дъщеря на херцог Йохан Адолф фон Шлезвиг-Холщайн-Готорп и съпругата му Августа Датска, дъщеря на датския крал Фридрих II.
Анна София се омъжва на 9 май 1647 г. в Нюрнберг за граф Йоахим Ернст фон Йотинген-Йотинген (* 31 март 1612; † 8 август 1659). Тя е третата му съпруга.
Тя умира на 25 май 1675 г. в Хоххаус/Йотинген на 53 години и е погребана в Харбург в Швабия.

## Деца
Анна София и Йоахим Ернст имат децата:
- Йоахим Ернст (27 февруари 1648 – 24 юли 1677, Ландскрона)
- Мария Елеонора (10 юли 1649 – 10 април 1681, Виена), омъжена на 2 април 1665 г. в Нюрнберг за граф Готлиб Амадеус фон Виндиш-Грец (13 март 1630 – 25 декември 1695)
- Христиан Август (22 юли 1650 – 19 юли 1689, Йотинген)
- Хедвиг София (19 септември 1651 – 14 октомври 1651)
- Хедвиг Августа (9 декември 1652 – 14 март 1724), омъжена на 8 септември 1677 г. за Фердинанд фон Щадл фрайхер фон Корнберг и Ригерсбург († 1694)
- Магдалена София (17 февруари 1654 – 13 февруари 1691), омъжена на 15 март 1681 г. за граф Йохан Лудвиг фон Хоенлое (1 юни 1625 – 15 август 1689), син на Крафт VII фон Хоенлое-Нойенщайн-Вайкерсхайм-Глайхен
- Филип Готфрид (14 май 1655 – 26 юли 1655)
- Еберхардина София Юлиана (20 октомври 1656 – 23 март 1743), омъжена на 1 март 1678 г. за граф Филип Карл фон Йотинген-Валерщайн (24 януари 1640 – 27 август 1680)